# Antonio de Andrade
Pour les articles homonymes, voir Andrade.
Antonio de Andrade, né en 1580 à Oleiros (Portugal) et mort (empoisonné) le 19 mars 1634 à Goa (Inde) est un prêtre jésuite portugais, missionnaire en Inde et au Tibet. Il est le fondateur, au XVIIe siècle, de la mission jésuite au Tibet.

## Biographie

### Première années en Inde
Entré dans la Compagnie de Jésus en 1596 à Coimbra (Portugal), Andrade part quelques années plus tard en Inde (1600) où il étudie d’abord la philosophie et la théologie à Goa. Il est recteur du séminaire de Rachol puis du collège Saint-Paul, tous deux à Goa, avant d’être nommé supérieur de la mission auprès du Grand Moghol en 1621, avec résidence à Agra.
À Agra, il entend parler de l’existence de communautés chrétiennes au-delà de l’Himalaya. Les informations sont vagues et confuses. Andrade décide d’y aller explorer ce « pays mystérieux ». Il organise une expédition et se met en route le 30 mars 1624 en compagnie du frère jésuite Manuel Marques et de deux employés chrétiens.

### Voyage au-delà de l’Himalaya
Quittant Agra, ils arrivent à Delhi où ils se joignent à une caravane d’hindous se rendant en pèlerinage au temple de Badrinath, dans ce qui est aujourd'hui l'état d'Uttarakhand. Vêtus à l'indienne, ils passent par la ville de Srinagar au Garhwal (2 300 mètres) et entreprennent l’escalade de montagnes « les plus dangereuses et hautes qu’il semble exister au monde ». Malgré de grandes difficultés et souffrances — tempêtes de neige, cécité blanche et pieds gelés — ils passent de l’Inde au Tibet par le col de Mana, à 5 600 mètres d’altitude. Ils sont les premiers européens à le faire. Des guides tibétains les accompagnent.
Ils arrivent « au sommet de toutes les montagnes, là ou le Gange naît, dans un grand réservoir, ainsi que d’autres fleuves qui irriguent les terres du Tibet ».
En août 1624, ils arrivent à Tsaparang, la capitale du royaume de Gugé, située dans une vallée supérieure du fleuve Sutlej, et sont très bien reçus par le roi, un bouddhiste. Ils pensent trouver dans ce milieu bouddhiste des vestiges d’un très ancien christianisme.

### Retour en Inde
Andrade ne reste qu’une vingtaine de jours à Tsaparang. Avec la permission du roi — après lui avoir promis de revenir l’année suivante — il reprend le chemin de l’empire moghol. D’Agra il écrit une lettre enthousiaste au supérieur des Jésuites (à Goa), lui faisant part de sa découverte et de ses impressions. Cette longue lettre publiée à Lisbonne en 1626 a un grand retentissement et est traduite en plusieurs langues. Pour l’Europe c’est une première découverte (même si fort approximative) du Tibet.

### Deuxième voyage au Tibet
Escomptant qu’il serait moins difficile de convertir les bouddhistes de Gugé que les musulmans d’Agra, Andrade y repart avec deux compagnons le 17 juin 1625. Ils arrivent à Tsaparang le 28 août. Ils y établissent une mission. Andrade en est le premier supérieur.
Arrivent deux autres jésuites qui se mettent à l’étude de la langue et culture tibétaine. Des débats sont organisés avec les lamas. Les jésuites y sont brillants. Le roi leur donne la permission de prêcher l’évangile et de baptiser. Un terrain est même offert pour la construction d’une église. L’église « Notre-Dame de l’espérance » est bâtie avec l’aide financière du roi — et même de lamas bouddhistes — et ouverte au culte l’année suivante, en 1626.
Dans une lettre au Supérieur Général Mutio Vitelleschi (15 août 1626), Andrade fait le récit de son voyage au Tibet et décrit les débuts très prometteurs de la mission. D'autres missionnaires sont envoyés le seconder.

### Retour à Goa
Nommé provincial, Andrade revient à Goa, d’où il continue à envoyer des missionnaires au Tibet. Cependant, en 1631, il apprend, que le roi de Ladakh, sans doute poussé par des lamas mécontents a conquis le royaume de Gugé. Maison et église de Tsaparang sont pillées mais les jésuites ne sont pas brutalisés.
Andrade envoie à Tsaparang un visiteur apostolique pour se rendre compte de la situation ; dans l’entretemps, il évite d’envoyer d’autres missionnaires. À la fin de son mandat comme provincial, en 1632, il est lui-même nommé visiteur de la mission du Tibet et s’apprête à s’y rendre pour la troisième fois avec un groupe de six compagnons.
Ce départ n’aura pas lieu : Andrade meurt le 19 mars 1634, empoisonné par un employé du collège Saint-Paul, instigué semble-t-il par des Juifs, à la veille d’une cérémonie d’autodafé à laquelle (comme inquisiteur) il devait participer.

## Écrit
La lettre qui, traduite en de nombreuses langues fit le tour de l'Europe :
- Novo descombrimento do Gram Cathayo ou Reinos de Tibet, Lisboa, 1626.